# Stratos Apostolakis
Efstratios "Stratos" Apostolakis (på græsk Στράτος Αποστολάκης, født 17. maj 1964 i Agrinio, Grækenland) er en tidligere græsk fodboldspiller (forsvarer/defensiv midtbane).
Apostolakis spillede hele sin karriere i hjemlandet, hvor han var tilknyttet begge de to store Athen-klubber Olympiakos og Panathinaikos. Han vandt ét græsk mesterskab med Olympiakos og tre med Panathinaikos.
Apostolakis spillede desuden 96 kampe og scorede fem mål for det græske landshold. Han var en den græske trup VM i 1994 i USA. Her spillede han to af grækernes tre kampe i turneringen, hvor holdet blev slået ud efter at have tabt alle sine tre indledende gruppekampe.